# Tevetia
Tevetia (Thevetia peruviana) är en art inom släktet Cerbera och familjen oleanderväxter från Mexiko, Västindien och tropiska Amerika. Vanlig i parker och plateringar i varma länder. Arten odlas i Kina och bark, blad, rötter, frön och fröoljan används i medicinskt syfte.
Tevetia är en städsegrön buske som blir 8 m, i kruka betydligt lägre. Bladen sitter strödda, de är smalt lansettlika, till 15 cm långa. Blommorna är gula, nickande, trattlika, doftande, upp till 7 cm långa, 5 cm i diameter. Frukten liknar ett litet äpple, först grön, senare rött och slutligen svart. Hela växten är giftig.

## Odling
Se tevetiasläktet.

## Synonymer
- Ahouai thevetia (L.) Moza
- Cascabela peruviana (Persoon) Raf.
- Cascabela thevetia (L.) Lippold
- Cerbera peruviana Persoon
- Cerbera thevetia L.
- Thevetia linearis Raf.
- Thevetia neriifolia Juss. ex Steud.
- Thevetia neriifolia var. hirsuta Müll.Arg.
- Thevetia neriifolia var. leucantha Müll.Arg.
- Thevetia neriifolia var. pubescens Müll.Arg.
- Thevetia peruviana f. aurantiaca H.St.John
- Thevetia thevetia (L.) Millspaugh, nom. illeg., tautonym